# ブラジル民主運動党
ブラジル民主運動党（ブラジルみんしゅうんどうとう、ポルトガル語: Movimento Democrático Brasileiro、略称：PMD）は、ブラジル連邦共和国の政党である。政治的立場は中道路線である。

## 概要
1979年12月に多党制を容認する政党改革法に基づき、軍事政権時代における「体制内野党」であったブラジル民主運動（MDB エミデーベー）を中心に保守主義者から左派系まで広範な反軍政勢力が結集した包括政党として1980年12月に結成された。その後、1982年2月に大衆党（PP）を吸収合併した。
1985年には21年ぶりの文民大統領としてタンクレード・ネーヴェスを当選させ、ブラジルの民主化に貢献した。しかしネーヴェスは就任直後に死去した。
新憲法の制定議会を兼ねた1986年11月の総選挙では上下両院で議席の過半数を確保、州知事選でも23州中22州を占めるなど圧勝した。1988年、右傾化したPMDBの姿勢に反発した党内左派が分裂し、新たにブラジル社会民主党を結成した。1992年にはコロール大統領を弾劾手続きで追放、国家再建党からブラジル民主運動党に入党した副大統領のイタマール・フランコが大統領に就任した。
大統領の直接選挙制が復活した1989年以降、ジョゼ・サルネイ、イタマール・フランコ、フェルナンド・カルドーゾ大統領の政権与党として活動。2003年以降も左翼の労働者党を中心とするルーラ政権（2003年～2011年）、ジルマ・ルセフ政権（2011年～2016年）の与党として活動。
下院議長のエドゥアルド・クーニャは2015年8月20日、汚職疑惑で連邦検察庁に起訴された。収賄額は4000万ドルほど。他にペトロブラスや公的機関に損害を与えており、賠償が請求されている。
2016年3月29日、ルセフ大統領の弾劾手続が進む中、社会保障関連予算を正式な手続きを経ずに執行をしたことを理由として連立政権離脱を決定。閣僚6名と省庁幹部の引き上げも決定し。2016年5月12日には、ルセフ大統領への弾劾が成立したことを受けて副大統領で党首のミシェル・テメルが大統領代行に就任した。2016年8月31日にルセフ大統領が上院による罷免投票の結果罷免が議決されて大統領職を自動失職したことを受け、正式にテメル党首が第37代大統領に就任した。

## 政策
中道とされるが、特定のイデオロギーを持たずに、保守から左派までを抱え、その時々によって立ち位置を変える包括政党、シンクレティズム政党となっている。実際に、中道右派で新自由主義政策を取ったカルドソ政権、新自由主義を否定して再分配を重視した左翼の労働党政権の時代でも政権与党としてとどまり続けており、ルセフ大統領への弾劾以降も与党の地位にいるなど、民主化以降のブラジル政治では2年間のフェルナンド・コロール・デ・メロ政権時を除き、一貫して与党に君臨している。